# Wendlandia brevipaniculata
Wendlandia brevipaniculata là một loài thực vật có hoa trong họ Thiến thảo. Loài này được W.C.Chen miêu tả khoa học đầu tiên năm 1983.